# Maman Brigitte

Veve von Maman Brigitte

Maman Brigitte (frz., Mama Brigitte) ist ein Loa, ein Geistwesen im Voodoo. Sie ist die Frau des Loa Baron Samedi und Schwägerin des Loa Azacca. Die ihr zugeordnete Farbe ist Lila und das typische Opfertier, das ihr dargebracht wird, ist ein schwarzes Huhn.

## Name
Im Rahmen der Christianisierung der Verbreitungsgebiete des Voodoo vermischten sich christliche Vorstellungen mit dem Voodoo-Glauben. Dabei wurden christliche Heilige „gekapert“, um die Loa zu repräsentieren. Ein eindrucksvolles Beispiel dafür ist der Loa Papa Legba. Maman Brigitte verlor in diesem Prozess ihre vermutliche frühere Bezeichnung und übernahm ihren Namen wahrscheinlich von der irischen Heiligen Brigida.
Andere Bezeichnungen bzw. Schreibweisen für sie sind Brigit, Maman Brigite, Manman.

## Darstellung
Auf Bildern wird Maman Brigitte als weißhäutige Frau mit roten Haaren und in einem schwarzen Kleid dargestellt. Sie trägt einen Schal über den Schultern, ein Kopftuch, eine Halskette, Ohrringe und eine dunkle Brille, deren rechtes Glas fehlt.

## Funktion
Maman Brigitte ist die Herrin der Friedhöfe und Grabsteine. Sie wacht über jeden mit einem Kreuz versehenen Grabstein. Das erste Grab einer Frau auf jedem haitianischen Friedhof wird ihr geweiht und ihr Zeremonienkreuz wird auf diesem Grab errichtet. Sie und ihr Gatte sind Mutter und Vater der Loa-Gruppe Ghede, die sie erschaffen, indem sie die Seelen der Toten aus den Wassern des Stroms des Vergessens ziehen und ihnen einen Namen geben. Man ruft Maman Brigitte und Baron (Samedi) an, um die Toten zu beschwören, wenn ein durch Magie Erkrankter vor dem Tode bewahrt und geheilt werden soll.

## Besessenheit
Wie die meisten anderen Loa, so kommuniziert auch Maman Brigitte, indem sie von einem ihrer Anhänger Besitz ergreift. Zum typischen Verhalten der von ihr Besessenen zählen das Äußern von Obszönitäten und der Konsum von Rum, der mit Chilischoten versetzt wurde, den ein „Nichtbesessener“ nicht trinken kann.
Ein von ihr besessener Mensch erträgt den Kontakt von Chilischoten mit dem Genitalbereich ohne Schmerz zu empfinden, so überprüfte man vorgetäuschte Besessenheit.

## Texte
Hier der Text eines Gesangs, der in Voodoo-Zeremonien verwendet wird und von Maman Brigitte handelt:
```
Mesye la kwa avanse pou l we yo!
Maman Brigitte malad, li kouche sou do,
Pawol anpil pa leve le mo 
(les morts, Fr.)

Mare tet ou, mare vant ou, mare ren ou,
Yo prale we ki jan yap met a jenou.
```

      (Haitianisches Kreolisch)
Übersetzung:
```
Herren des Kreuzes 
(verstorbene Vorfahren)
 tretet vor sie, damit sie euch sieht!
Maman Brigitte ist krank, sie liegt danieder auf dem Rücken,
Viel Gerede wird die Toten nicht beschwören,
Bind das Tuch um den Kopf, gürte Bauch und Nieren,

(Bereite dich für harte Arbeit vor.)

Sie werden sehen, wie sie auf die Knie sinken.

(Die, die den Fluch ausgesprochen haben, werden auf Knien büßen.)
```